# Chiesa di Santa Maria di Gagnano
La chiesa di Santa Maria di Gagnano, già dei santi Pietro e Paolo, si trova in Toscana, a Sansepolcro in provincia di Arezzo, in frazione Basilica, nell'ultimo lembo di campagna toscana, al confine con l'Umbria. 

## Storia e descrizione
Una prima informazione risale al 1362 quando, il 29 ottobre, Lisgio del fu Ranaldo di Mazzarino di Sansepolcro dispone che sia consegnato all’abate di Sansepolcro un libro nel quale sono registrate le somme ottenute con l’usura e che sia acquistata una campana del peso di 80 libre per la chiesa di Mandrelle e che venga restituita alla chiesa di Gagnano la campana che lui detiene come pegno e che è di proprietà della chiesa. Nel 1398 è indicata con il titolo di Sant'Angelo. Nel 1406 ne è rettore Lorenzo Carsidoni, appartenente a una delle maggiori famiglie di Sansepolcro al quale, nel 1417, succede il monaco camaldolese Giovanni di maestro Bartolo da Perugia.

Inesorabilmente destinata al crollo, è stata completamente ristrutturata nel 2004 dagli attuali proprietari, tanto da rientrare a far parte del Piano Strutturale del Comune di Sansepolcro tra "le aree di tutela paesistica delle strutture urbane, degli aggregati di maggiore e minore valore urbanistico-paesistico, delle ville e degli edifici specialistici antichi". Nel maggio 2010 l'opera è stata completata con il restauro conservativo dell'affresco dietro all'altare, eseguito dal noto pittore biturgense, Stefano Camaiti. 

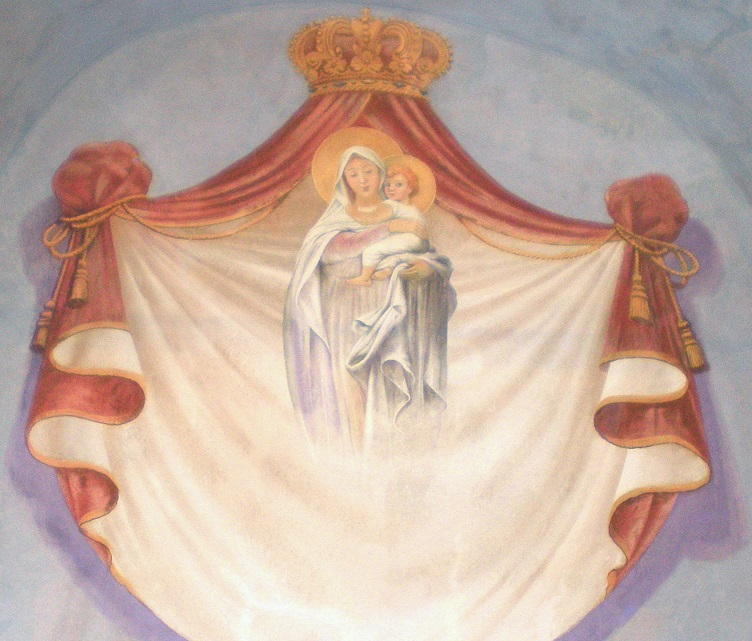

Ogni anno nella chiesetta, in occasione della ricorrenza dei santi Pietro e Paolo, il 29 giugno, viene celebrata la Messa.
La chiesetta è così descritta da Ercole Agnoletti nel suo libro Viaggio per le valli altotiberine toscane, del 1979: